# Lauenhagen
Lauenhagen ist eine Gemeinde im Landkreis Schaumburg in Niedersachsen und ein Teil der Samtgemeinde Niedernwöhren.

## Geografie
Lauenhagen liegt etwa 30 km westlich von Hannover. Die Kreisstadt Stadthagen liegt etwa vier Kilometer südlich. Im nördlichen Gemeindebereich berührt der Mittellandkanal die Gemeinde.
Nachbargemeinden sind im Uhrzeigersinn: die Stadt Sachsenhagen, die Gemeinde Lüdersfeld, die Stadt Stadthagen sowie die Gemeinden Nordsehl und Pollhagen.
Lauenhagen besteht aus den Ortsteilen Hülshagen und Lauenhagen.

## Geschichte
Erstmals wird Lauenhagen 1247 als Lewenhagen erwähnt. Der Ort hatte bereits 1253 eine Kirche, die unter dem Patronat des Bischofs von Minden stand.
Der Ortsteil Hülshagen wurde 1465 erstmals urkundlich erwähnt und am 1. März 1974 in die Gemeinde Lauenhagen eingegliedert.
- 1961 gewann Lauenhagen die Silbermedaille im Wettbewerb „Unser Dorf soll schöner werden“.
- 1962 spendete Lauenhagen an die Gemeinde Rübke Geld und Tiere wegen der Flutkatastrophe.
- 1965 gewann das Dorf die Goldmedaille im Wettbewerb „Unser Dorf soll schöner werden“ auf Bundesebene.

## Religion

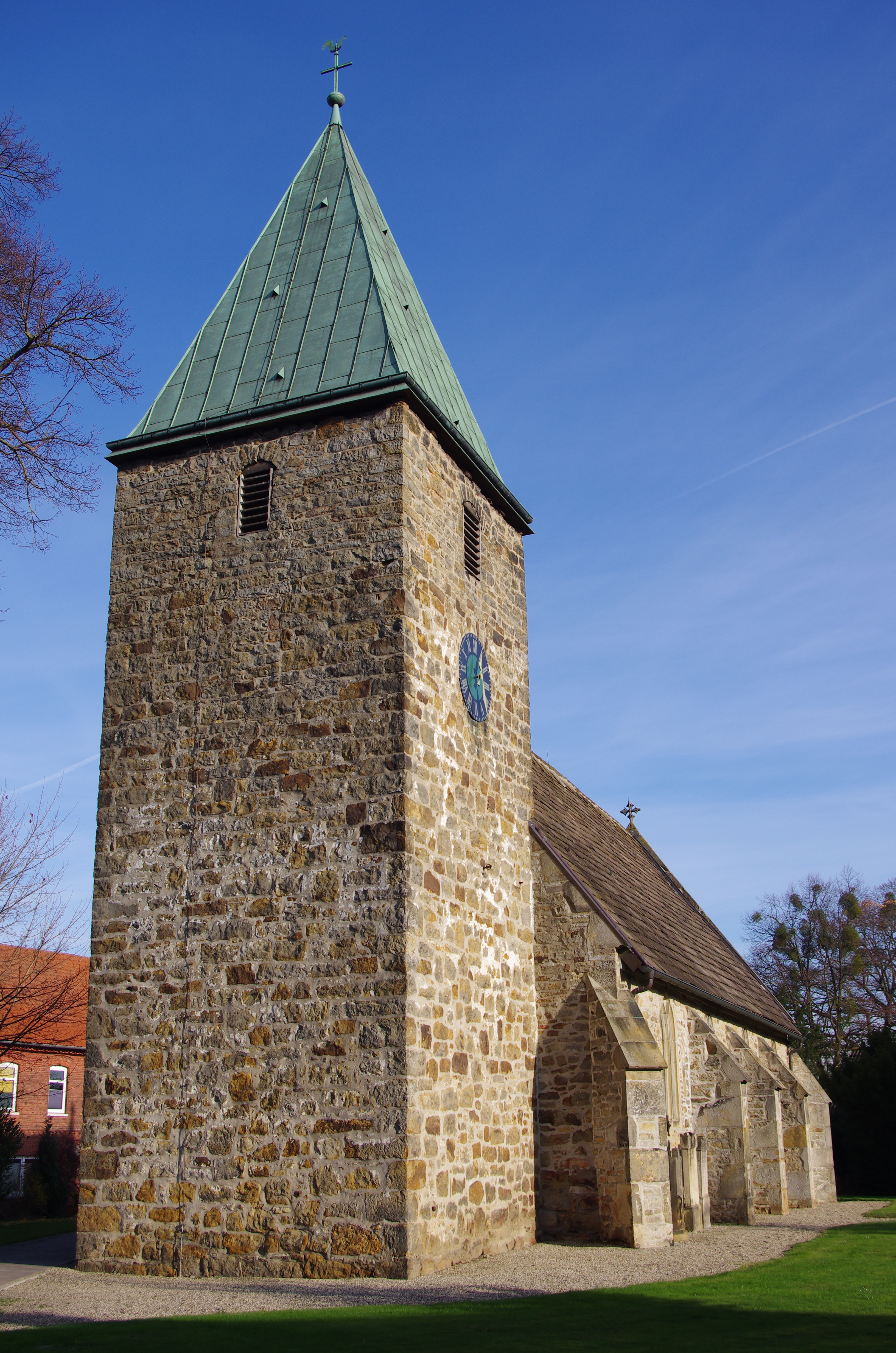
Maria-Magdalenen-Kirche

- Zur ev.-luth. Maria-Magdalenen-Kirchengemeinde gehören die Orte Lauenhagen und Hülshagen sowie aus der Stadt Sachsenhagen der Ortsteil Nienbrügge.
- Die katholischen Christen gehören der Pfarrgemeinde St. Joseph in Stadthagen an.

## Politik

### Gemeinderat
Der Rat der Gemeinde Lauenhagen setzt sich aus 11 Ratsfrauen und Ratsherren zusammen. Die Ratsmitglieder werden durch eine Kommunalwahl für jeweils fünf Jahre gewählt.
| Wahljahr | WHLB | SPD | CDU | Gesamt   |
| 2021     | 11   | -   | -   | 11 Sitze |
| 2016     | 11   | -   | -   | 11 Sitze |
| 2011     | -    | 7   | 4   | 11 Sitze |

Stand: Kommunalwahl 2021

### Bürgermeister/Verwaltung
Seit der Kommunalwahl 2016 ist Siegbert Krickhahn (SPD) Bürgermeister. Die Verwaltung wird vom bestellten Gemeindedirektor Martin Opfermann geleitet. Das Gemeindebüro befindet sich in Hülshagen 10 (Gebäude Hülshagen 1 neben dem Bauernhaus).

## Kultur und Sehenswürdigkeiten

### Bauwerke
Im Jahr 2004 wurde das aus dem Jahr 1540 stammende Fachwerkhaus vom Hof Lauenhagen 1 nach Hülshagen 10 umgesetzt und original restauriert. Seitdem dient das Gebäude kulturellen Zwecken. Auch Trauungen innerhalb der Samtgemeinde können hier stattfinden. Im Jahr 2013 sollte auch das Fachwerkhaus Hülshagen 1 nach hier versetzt werden. Es wurde 1647 erbaut.

### Sport
Der Sportverein TuS Fortuna Lauenhagen von 1922 e. V. bietet die Sportarten Fußball, Tennis, Tischtennis, Turnen, Gymnastik, Mutter und Kind sowie Laufen an.

### Regelmäßige Veranstaltungen
- Die plattdeutsche Heimatbühne von 1950 spielt jährlich an mehreren Abenden.
- Unter Beteiligung mehrerer Nachbarorte findet jährlich ein Erntefest, ausgerichtet von der Landjugend Lauenhäger Land, statt.

## Wirtschaft und Infrastruktur

### Öffentliche Einrichtungen
- Für die öffentliche Sicherheit und Ordnung ist das Polizeikommissariat Stadthagen zuständig. Im Tagdienst ist eine Polizeistation in Niedernwöhren eingerichtet.
- Den Brandschutz und die allgemeine Hilfe stellen die Freiwilligen Feuerwehren Nordsehl-Lauenhagen und Hülshagen sicher.

### Bildung
- evangelischer Kindergarten
- Grundschule befindet sich in Lauenhagen (1.–4. Klasse)
- weiterführende Schulen befinden sich in Stadthagen
- Jugendwerkstatt Hülshagen: vermittelt und fördert arbeitslose sowie benachteiligte Jugendliche auf dem Weg in den Arbeitsmarkt und damit die Teilnahme an der Gesellschaft

### Verkehr
Über Stadthagen und Lüdersfeld ist die Bundesstraße 65 und damit auch die Bundesautobahn 2 schnell erreicht. Die nächste Anschlussstelle befindet sich in Bad Nenndorf. Der nächstgelegene Bahnhof ist in Stadthagen. Hier sind die Regional- und S-Bahnen Richtung Hannover und Minden (- Bielefeld) erreichbar. Der ÖPNV wird durch die Schaumburger Verkehrs-Gesellschaft (SVG) mit der Buslinie 2010 sowie über das Anrufbussystem Niedernwöhren gewährleistet.

## Persönlichkeiten
- Wilhelm Mensching (1887–1964), evangelischer Pastor und Missionar. Von 1943 bis 1944 versteckte er im Pfarrhaus Petzen eine Jüdin vor den Nazis und wurde dafür posthum 2001 von der israelischen Gedenkstätte Yad Vashem mit dem Titel „Gerechter unter den Völkern“ geehrt.[4] Er war zweimal für den Friedensnobelpreis nominiert.
- Friedrich Meier (1924–1975), Gewerkschafter und Politiker, Mitglied der Bremischen Bürgerschaft